# Chelonus mishi
Chelonus mishi är en stekelart som först beskrevs av Vladimir Ivanovich Tobias 1994.  Chelonus mishi ingår i släktet Chelonus och familjen bracksteklar. Inga underarter finns listade i Catalogue of Life.